# Antic edifici de l'hospital d'Alcoi

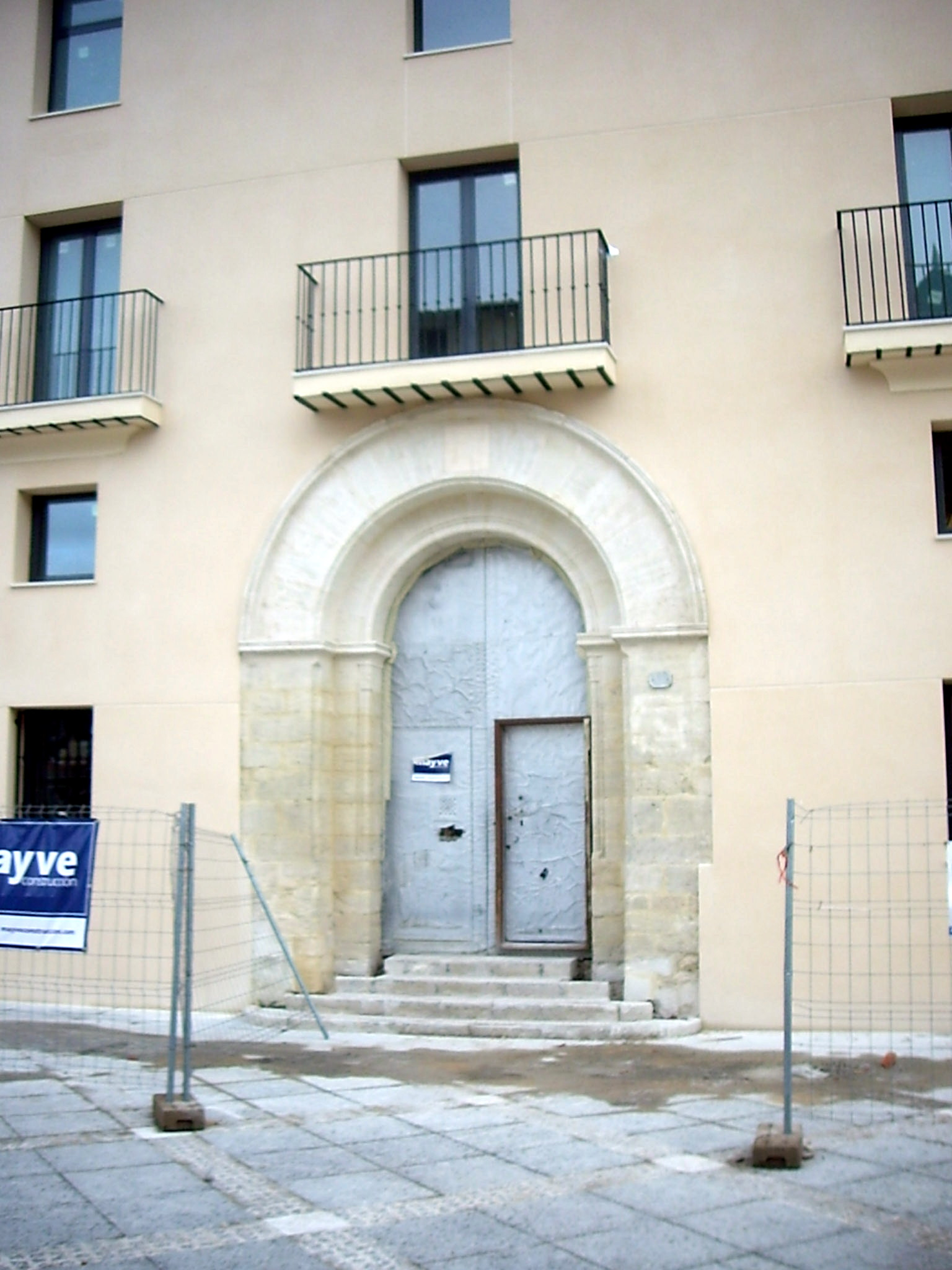
Futura seu del palau de Justícia, encara en obres

L'antic edifici de l'hospital d'Alcoi està situat entre la placeta de la Mare de Déu dels Desemparats i els carrers de la Verge Maria i Sant Miquel; va ser el primer temple cristià construït a Alcoi. Sota la invocació de Santa Maria i ocupant més o menys l'edifici actual, que ha tingut diverses funcions.
D'aquesta església, es conserven la portalada principal, ben conservada, i una porta lateral cegada que dona al carrer de la Verge Maria. Són els vestigis romànics més meridionals d'Europa. Al seu costat estava ubicat el cementeri de la vila.

## Arquitectura
Possiblement es tractara d'un edifici gòtic amb elements tardoromànics. Conserva la seua estructura primitiva. És molt possible que la seua obra original es trobe amagada sota actuacions posteriors.
A principis del segle xiv va ser pintat el retaule major. Durant els segles xiv al xvii, va ser ampliat per l'augment de població. També es feien les reunions del Consell General. Va ser tancat al segle xviii amb la inauguració del nou temple de Santa Maria. Segons l'arquitecte Santiago Varela, tot apunta que l'església va ser demolida i que alguns elements com motlures o restes de dovelles es van reutilitzar en la nova construcció.
Vegeu també: església arxiprestal de Santa Maria d'Alcoi.

## Relíquies

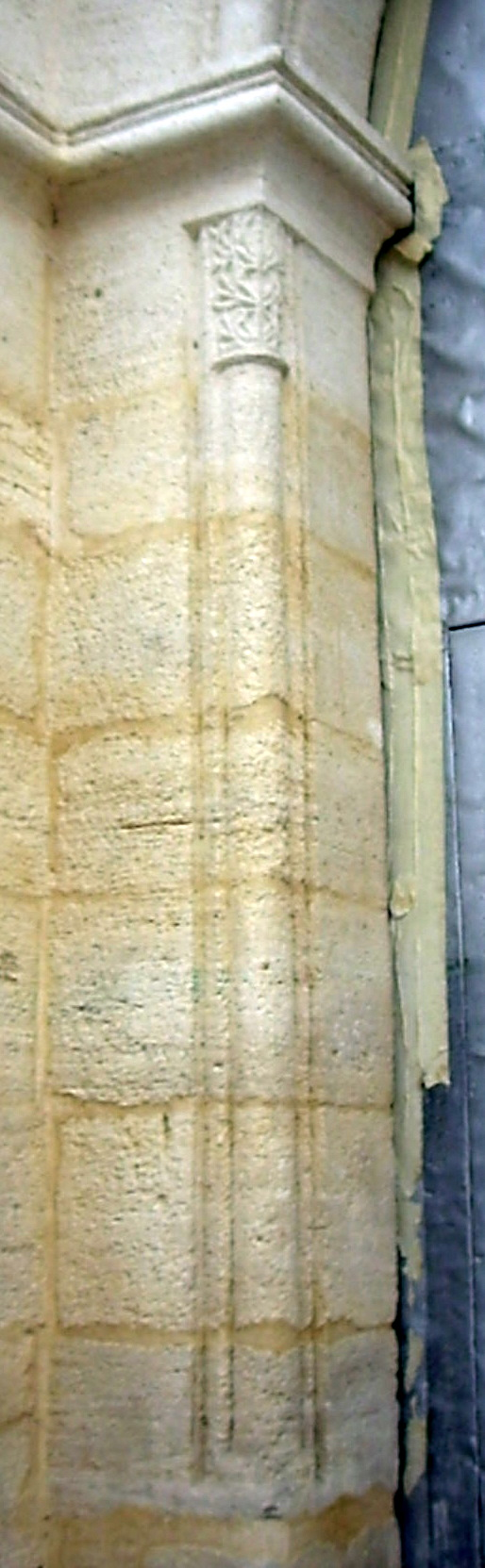
Detall de columna

Es coneixen les seues relíquies gràcies a un inventari del 1420:
- Una pedra del sepulcre de sant Jordi.
- Un os de sant Esteve.
- Un os de sant Cristòfol màrtir.
- Un os de sant Jeroni.
- Un cabell de santa Llúcia.
- Un tros de pell de sant Bartomeu apòstol.
- Un tros de la Vera Creu.

## Benifets
Un benifet o benefici eclesiàstic erigit per l'autoritat eclesiàstica era un ens jurídic a títol vitalici. El componia un ofici espiritual l'exercici del qual donava a qui l'exercia dret a gaudir d'una prebenda i altres privilegis de caràcter judicial, fiscal o militar:
- El de sant Jordi del 14 d'abril del 1317.
- El de sant Joan Baptista del 6 de desembre del 1337.
- El de santa Anna del 2 de juny del 1348.
- El de santa Anna del 22 de setembre del 1395.
- El de sant Miquel arcàngel del 4 d'octubre del 1412.
- El de Maria Magdalena del 2 de maig del 1413.
- El de sant Martí i santa Anna de l'1 d'agost del 1414.

## Altres usos
A mitjan segle xviii passà a ser hospital, i s'hi feren moltes obres d'adaptació. En el segle xix, es converteix en caserna de la guàrdia civil fins a la dècada dels 40 del segle xx. Després va ser escola i dels anys setanta als noranta va ser l'Escola de Disseny i, en l'actualitat, està en obres per a ser el nou palau de Justícia.